# Gwiezdne wojny: Ewoki
Gwiezdne wojny: Ewoki (ang. Star Wars: Ewoks) – amerykański serial animowany przedstawiający przygody Ewoków w uniwersum Gwiezdnych wojen (poprzedza film Powrót Jedi), jest to drugi serial animowany osadzony w tym świecie. Serial jest kontynuacją filmów: Przygoda wśród Ewoków (1984) oraz Ewoki: Bitwa o Endor (1985).

## Fabuła
Serial ukazuje perypetie Wicketa, jego przyjaciół: księżniczki Kneesy, Paploo, Teebo, którzy zmagają się ze złowieszczą wiedźmą Morag, olbrzymimi Phlogami, oraz złymi i leniwymi Dulokami, a także ze wszelkim bogactwem fauny i flory Endoru.

## Obsada
| Rola                | Aktor (głos)                                    |
| ------------------- | ----------------------------------------------- |
| Wicket W. Warrick   | Jim Henshaw (seria 1) Denny Delk (seria 2)      |
| Wódz Chirpa         | George Buza (seria 1) Rick Cimino (seria 2)     |
| Urgah               | Melleny Brown                                   |
| Morag               | Jackie Burroughs                                |
| Teebo               | Eric Peterson (seria 1) James Cranna (seria 2)  |
| Latara              | Sue Murphy                                      |
| Księżniczka Kneesaa | Cree Summer (seria 1) Jeanne Reynolds (seria 2) |
| Król Gorneesh       | Dan Hennessey                                   |
| Szaman Umwak        | Don Francks                                     |
| Malani              | Alyson Court                                    |
| Shodu Warrick       | Esther Scott                                    |

## Odcinki

### Seria 1
| Nr | Światowa premiera    | Angielski tytuł         |
| -- | -------------------- | ----------------------- |
| 1  | 7 września 1985      | The Cries of the Trees  |
| 2  | 14 września 1985     | The Haunted Village     |
| 3  | 21 września 1985     | Rampage of the Phlogs   |
| 4  | 28 września 1985     | To Save Deej            |
| 5  | 5 października 1985  | The Travelling Jindas   |
| 6  | 12 października 1985 | The Tree of Light       |
| 7  | 19 października 1985 | The Curse of the Jindas |
| 8  | 26 października 1985 | The Land of the Gupins  |
| 9  | 2 listopada 1985     | Sunstar vs. Shadowstone |
| 10 | 9 listopada 1985     | Wicket's Wagon          |
| 11 | 16 listopada 1985    | The Three Lessons       |
| 12 | 23 listopada 1985    | Blue Harvest            |
| 13 | 30 listopada 1985    | Asha                    |

### Seria 2
| Nr      | Światowa premiera    | Angielski tytuł                               |
| ------- | -------------------- | --------------------------------------------- |
| 14 (1)  | 13 września 1986     | The Crystal Cloak The Wish Plant              |
| 15 (2)  | 20 września 1986     | Home Is Where the Shrieks Are Princess Latara |
| 16 (3)  | 27 września 1986     | The Raich                                     |
| 17 (4)  | 4 października 1986  | The Totem Master A Gift for Shodu             |
| 18 (5)  | 11 października 1986 | Night of the Stranger                         |
| 19 (6)  | 18 października 1986 | Gone with the Mimphs The First Apprentice     |
| 20 (7)  | 25 października 1986 | Hard Sell A Warrior and a Lurdo               |
| 21 (8)  | 1 listopada 1986     | The Season Scepter                            |
| 22 (9)  | 8 listopada 1986     | Prow Beaten Baga's Rival                      |
| 23 (10) | 15 listopada 1986    | Horville's Hut of Horrors The Tragic Flute    |
| 24 (11) | 22 listopada 1986    | Just My Luck Bringing Up Norky                |
| 25 (12) | 6 grudnia 1986       | Battle for the Sunstar                        |
| 26 (13) | 13 grudnia 1986      | Party Ewok Malani the Warrior                 |